# Agnès de Chalon (comtesse de Genève)
Pour les articles homonymes, voir Agnès de Chalon.
Agnès de Chalon, parfois de Bourgogne ou de Salins, morte en 1350, est une femme noble de la fin du XIIIe siècle, issue de la maison de Chalon. Par son mariage avec Amédée II, elle devient comtesse de Genève.

## Biographie

### Origines
Agnès est la fille de Jean le Sage († 1267), ancien comte de Chalon (1227-1237), sire de Salins (à partir de 1237), et de sa troisième épouse, Laure de Commercy († 1276), fille Simon [II] de Broyes-Commercy († 1247/48), seigneur de Commercy,.
De ce troisième mariage, elle a pour frères et sœur : Jean († 1315), seigneur d'Arlay (1266-1315) et vicomte de Besançon (1293-1315) ; Marguerite († 1328) qui épouse Hugues, fils du duc Hugues IV de Bourgogne ; Hugues († 1312), prince-évêque de la principauté de Liège (1295-1301), puis archevêque de Besançon ; Marguerite († 1328) qui épouse Hugues, fils du duc Hugues IV de Bourgogne.

### Mariage
Agnès épouse en 1285 le comte Amédée II de Genève,. L'historien Pierre Duparc souligne qu'avec ce mariage Amédée se rapproche surtout du frère d'Agnès, Jean Ier de Chalon-Arlay, dont l'une des autres sœurs est l'épouse du roi Rodolphe Ier de Habsbourg.
De ce mariage, cinq enfants sont connus : Guillaume (v.1280-1320), Amédée († v. 1294) Hugues († 1365), Jeanne († 1303) et Marie. L'aîné succède à son père à la tête du comté, sous le nom de Guillaume III. Le second, Amédée, devient évêque de Toul (1321-1330). Enfin, Hugues est fait bailli du Faucigny, puis baron de Gex lors du conflit avec le comte de Savoie.
Le comte Amédée III teste le 24 septembre 1306,,. Il lui laisse sa dot, l'usufruit de ses biens, la régence du comté ainsi que la tutelle de leurs enfants,. Amédée meurt, selon le Fasciculus temporis, le 22 mai 1308,.
La succession du comté ne se fait pas sans heurts entre Agnès et son fils. En effet, si lors de la rédaction du testament d'Amédée III, en 1306, Guillaume était encore mineur, deux ans plus tard, le jeune comte est en âge de diriger et la question de la régence devient caduque. Un compromis doit être trouvé. Jean Ier de Chalon-Arlay, exécuteur testamentaire et frère d'Agnès, s'associe en mai 1308 avec l'évêque de Genève et les vassaux pour trouver une transaction acceptable pour les deux parties,. Trois ans plus tard, un accord désavantageux pour l'ancienne comtesse est établi,. L'acte est garanti par le Dauphin Jean II de Viennois, le fils du comte Savoie Édouard et Guichard VI de Beaujeu,,.
Selon Samuel Guichenon, Agnès de Châlons aurait testé le 18 octobre 1350; la date de sa mort n'est pas connue. Elle choisit pour sépulture l'église des Frères mineurs de Genève.

### Régeste genevois(1866)
1. ↑  Document sur la dote promise, du 1er juin 1285(REG 0/0/1/1215).
2. 1 2  Acte du 24 septembre 1306 (REG 0/0/1/1594).
3. ↑  Document publié dans le  Fasciculus temporis, n°17, donnant la date du 22 mai 1308 (REG 0/0/1/1619).
4. ↑  Transaction du 29 mai 1308 (REG 0/0/1/1620).
5. 1 2  Nouvelle transaction (modifiant celle du 29 mai 1308) du 29 mai 1308 (REG 0/0/1/1677).
6. ↑  Document paru en février 1311 (REG 0/0/1/1678).

### Autres références
1. 1 2  Ernest Petit, Histoire des ducs de Bourgogne de la race capétienne avec des documents inédits et des pièces justificatives, t. IV, Paris, Lechevalier, 1891, Deuxième tableau : Généalogie de Jean de Chalon, le Sage ou l'Antique, lire en ligne sur Gallica.
2. ↑  Simone François-Vivès, « Histoire des seigneurs et de la seigneurie de Commercy des origines à 1415 », Positions des thèses soutenues par les élèves de la promotion de 1932 pour obtenir le diplôme d'archiviste paléographe, Paris, École nationale des chartes,‎ 1932, p. 81-88 (lire en ligne).
Simone François-Vivès, Les seigneurs de Commercy au moyen âge (XIe siècle-1429), Nancy, impr. A. Humblot et Cie, 1938, XII-200 pages.
3. 1 2 3 4 5 6 7 8 9 10  Duparc, 1978, p. 197-198 (Lire en ligne).
4. ↑  Georges Chapier, Châteaux savoyards - Faucigny et Chablais, vol. 5, Grenoble, Éditions Revue Les Alpes, 1961, 410 p., p. 203.
5. 1 2 3 4 5  Duparc, 1978, p. 148 (Lire en ligne).
6. 1 2  Jean-Daniel Blavignac, « Armorial genevois. Livre Cinquième. Armoiries des comtes de Genevos et de Savoie », Mémoires et documents publiés Société d'histoire et d'archéologie de Genève, 1849, p. 98 (lire en ligne).
7. ↑  Chanoine Marie Rannaud (ancien archiprêtre de Saint-Julien), La Chartreuse de Pomier : diocèse d'Annecy (Haute-Savoie) 1170-1793, J. Abry, 1909, 344 p., p. 30.